# 313 a. C.
El año 313 a. C. fue un año del calendario romano prejuliano. En el Imperio romano se conocía como el Año del Consulado de Cursor y Bruto (o, menos frecuentemente, año 441 Ab urbe condita). 

## Acontecimientos
- Segundo Consulado de Cayo Junio Bubulco Bruto.

- Datos: Q82628